# 冼為堅
冼為堅博士（英語：David Sin Wai-kin，1929年—2023年4月17日），廣東佛山人，香港商人、協興建築有限公司榮譽主席、萬雅珠寶有限公司董事長、新世界發展有限公司董事、景福集團有限公司前董事、恆生銀行有限公司董事。

## 生平
他在1970年與鄭裕彤及楊志雲組成新世界發展有限公司（0017.HK），並委任董事。
除此之外，他還是香港中文大学校董，中山大学荣誉顾问、佛山市荣誉市民等。

## 家庭
配偶為劉寶蘭女士，育有一子五女，兒子冼雅恩先生為執業大律師，女兒冼雅珩女士。

## 名下馬匹
他是香港賽馬會的會員，自1960年代開始成為馬主，名下馬匹以「友誼」兩字命名，包括友誼萬好、友誼福星、友誼錦標、友誼勝利、友誼第一、友誼至上、友誼奧運、友誼大使、友誼光輝、友誼之星、友誼至好、友誼至佳、友誼喜悅；另外，他的一對子女冼雅恩、冼雅珩亦曾擁有名下馬匹巨星、先機、奇葩、精奇、精銳、愛睦善、奇賞、天意、正氣、箭意、如意、勝意、迅意。
冼為堅逝世之後，其名下的「友誼」系賽駒由遺孀冼劉寶蘭、孫兒冼康正（冼雅恩兒子）、鍾昕庭合夥擁有。

## 榮譽學位
- 香港中文大學榮譽社會科學博士（1994年）
- 香港公開大學榮譽大學院士（2008年）
- 香港大學名譽大學院士（2011年）
- 香港科技大學榮譽大學院士（2014年）

## 外部參考
- 冼為堅捐贈港幣500萬資助中大貧困學子